# Холл, Эвелин
Эвелин Беатрис Холл (англ. Evelyn Beatrice Hall, псевдоним S.G. Tallentyre) (1868—1956) — английская писательница, известная как автор биографии Вольтера под названием «Друзья Вольтера» (The Friends of Voltaire, 1906). В этой книге приведена фраза, позднее приписанная самому Вольтеру:

«Я не согласен ни с одним словом, которое вы говорите, но готов умереть за ваше право это говорить» или «Я не разделяю ваших убеждений, но готов умереть за ваше право их высказывать»
Оригинальный текст: «I disapprove of what you say, but I will defend to the death your right to say it.»

Эти слова прозвучали в вымышленном эпизоде сожжения книги Гельвеция «Об уме».